# Drosophila mesostigma
Drosophila mesostigma är en tvåvingeart som beskrevs av Frota-pessoa 1954. Drosophila mesostigma ingår i släktet Drosophila och familjen daggflugor.
Artens utbredningsområde är Brasilien.